# Кичуреста пънчушка
Кичурестата пънчушка (Kuehneromyces mutabilis) е вид годна за консумация базидиева гъба от семейство строфариеви (Strophariaceae), които растат на групи по дървени пънове или друга мъртва дървесина. Няколко други вида са описани в рода Kuehneromyces, но К. mutabilis е най-често срещаният и най-известен от всички останали.

## Разпространение
Кичурестата пънчушка се среща в Австралия, Азия, Северна Америка и Европа, където може да се намери от южните части на Европа до Исландия и Скандинавия.